# برج الناقوس

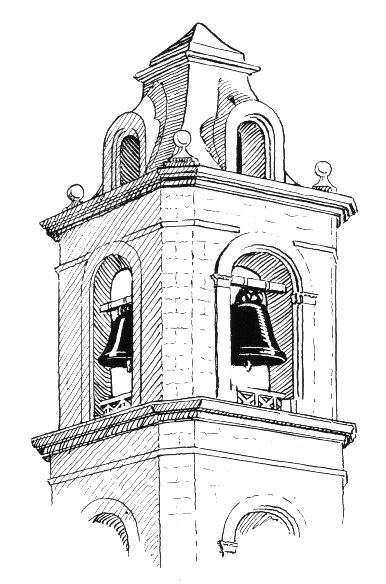
برج الناقوس

برج الناقوس أو برج الأجراس برج للمراقبة في الأغراض الحربية ثم استعمل للناقوس.

## معرض صور

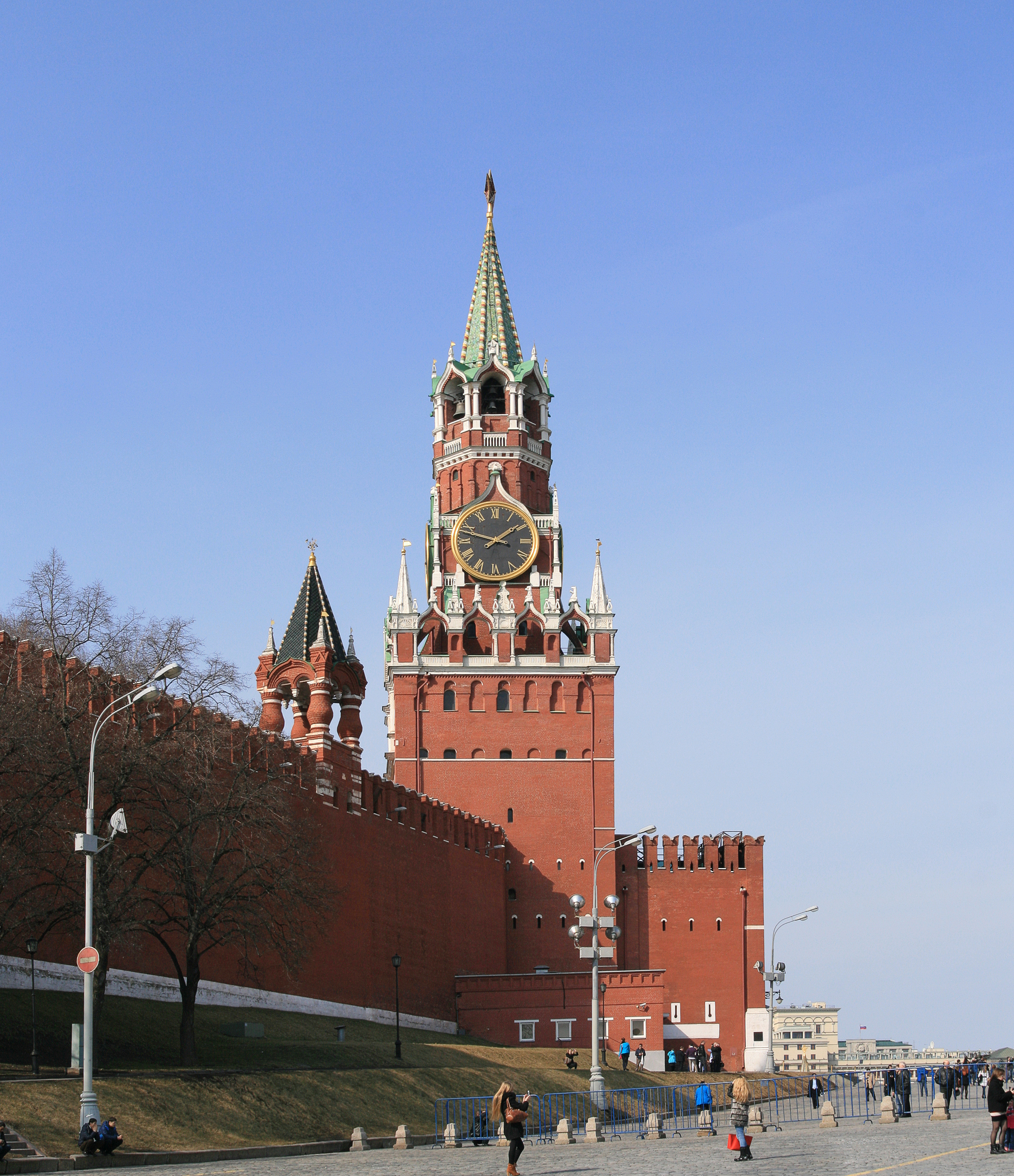
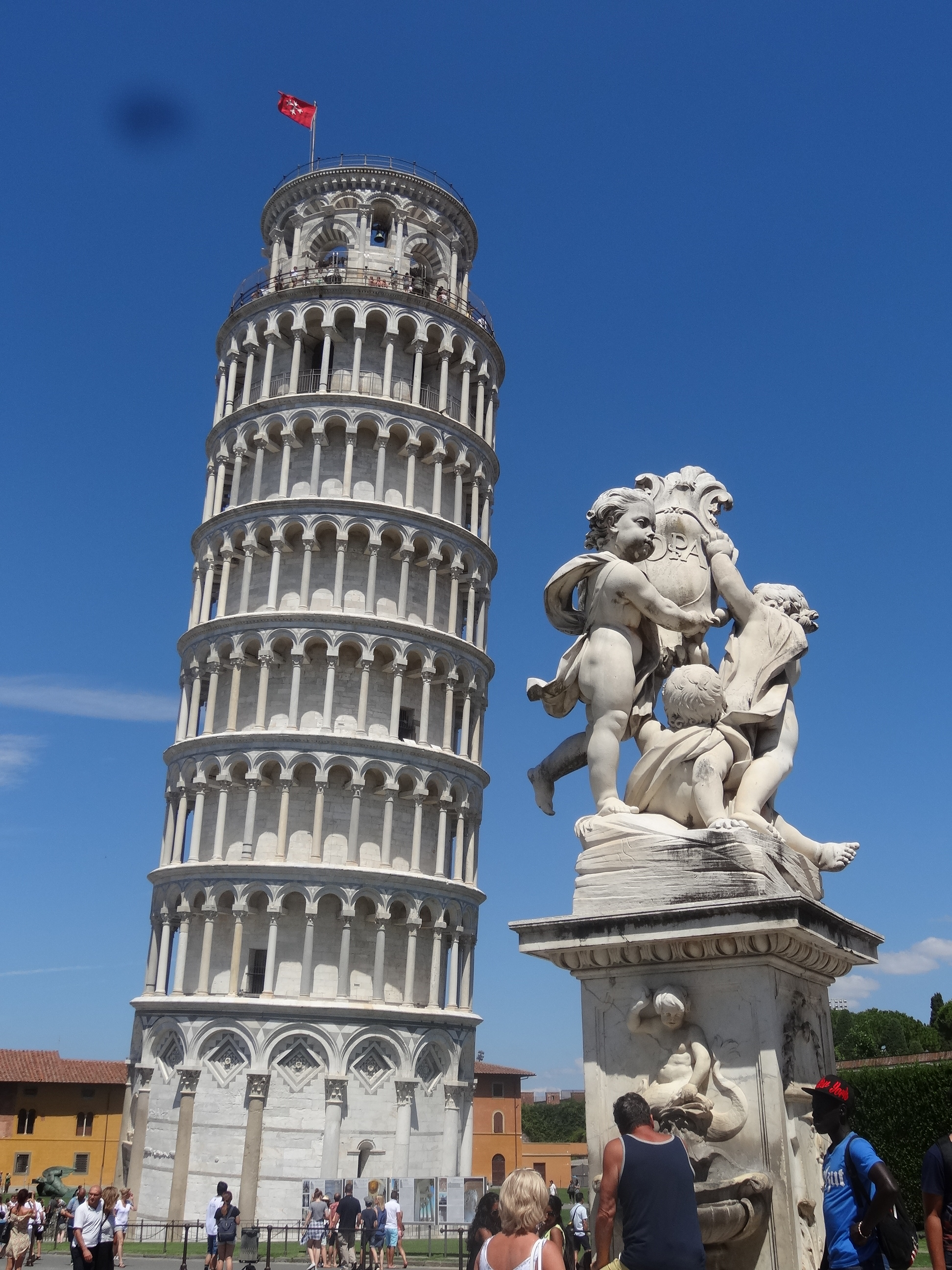
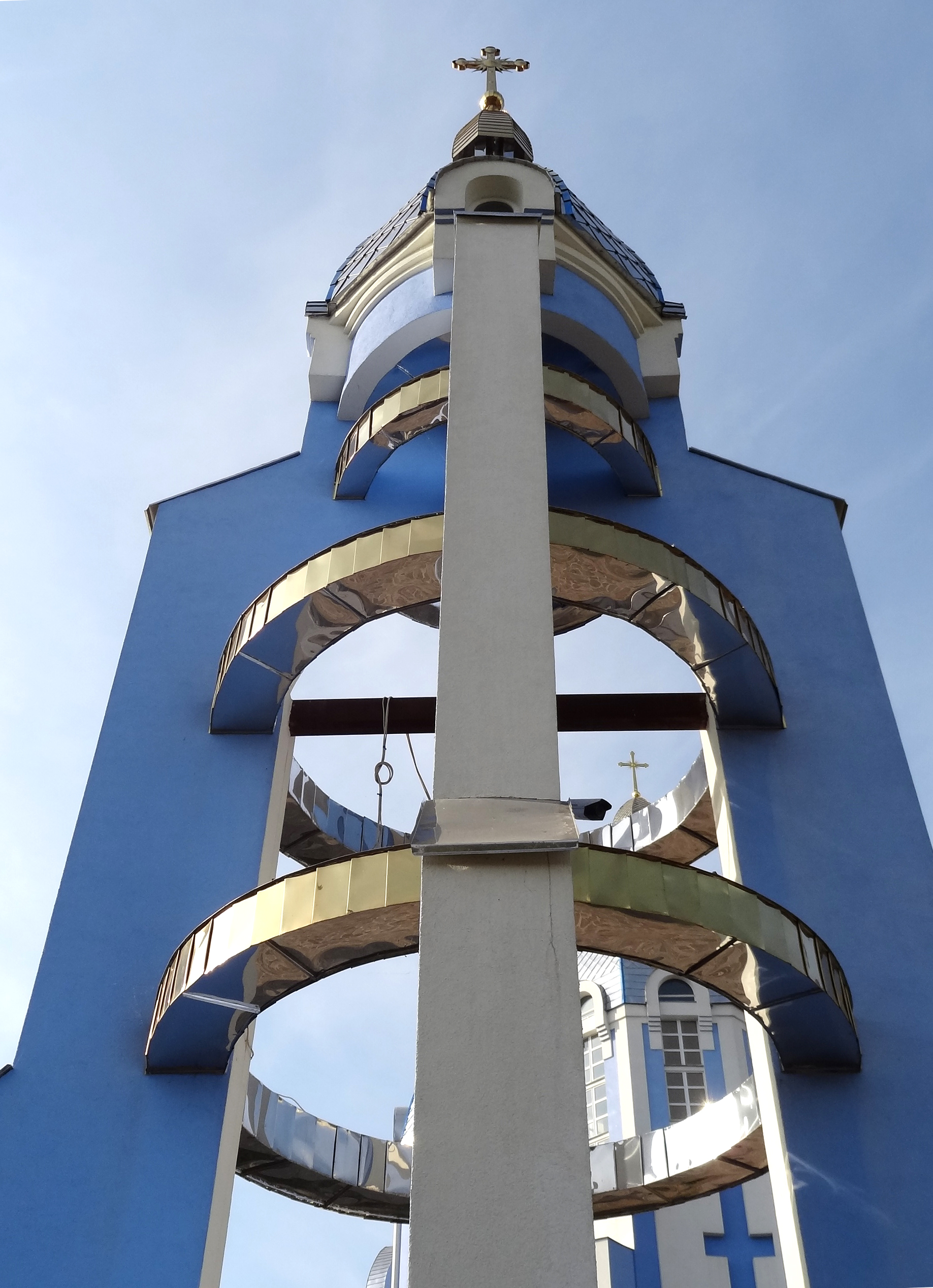
برج الناقوس حديث في فينيتسا (بني عام 1996)